# Chandler Catanzaro
Chandler Catanzaro (Greenville, 26 febbraio 1991) è un giocatore di football americano statunitense che milita nel ruolo di placekicker per i New York Giants della National Football League (NFL). Al college ha giocato a football a Clemson.

## Carriera professionistica

### Arizona Cardinals
Nel maggio 2014, gli Arizona Cardinals firmarono Catanzaro, che non era stato scelto nel Draft per competere con Jay Feely e Danny Hrapmann. Il 25 agosto 2014, Feely fu svincolato, assegnando così il ruolo di kicker titolare a Catanzaro. Disputò la prima partita in carriera nella vittoria della settimana 1 contro i San Diego Chargers segnando entrambi i tentativi di field goal. La settimana successiva contro i St. Louis Rams convertì tutti i quattro field goal tentati (il più lungo da 49 yard), venendo candidato al premio di rookie della settimana. Il 26 ottobre 2014 segnò il suo sedicesimo field goal consecutivo, un record NFL per trasformazioni consecutive da inizio carriera, superato l'anno successivo da Travis Coons dei Browns.

### New York Jets
Il 10 marzo 2017 Catanzaro firmò con i New York Jets.

### New York Giants
Cantanzaro firmò con i New York Giants il 26 luglio 2020.